# Список лускокрилих Японії

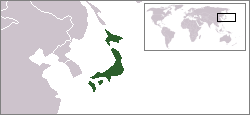
Мапа розташування Японії

До списку лускокрилих Японії віднесені денні метелики і молі, що були зареєстровані у Японії.
Згідно з оцінками, існує понад 6000 видів лускокрилих з 85 родин, що трапляються на території Японії.

## Список
Для зручності, щоб уникнути занадто великого об'єму сторінки, список розділено на окремі сторінки за надродинами:
- Денні метелики (надродина Papilionoidea);
- Молі з надродин Micropterigoidea, Nepticuloidea, Incurvarioidea, Tischerioidea, Tineoidea, Gracillarioidea та Yponomeutoidea;
- Молі з надродини Gelechioidea;
- Молі з надродин Zygaenoidea, Sesioidea, Cossoidea та Yponomeutoidea;
- Молі з надродин Choreutoidea, Schreckensteinioidea, Epermenioidea, Alucitoidea, Pterophoroidea, Immoidea, Hyblaeoidea, Copromorphoidea та Thyridoidea;
- Молі з надродин Pyraloidea, Cimelioidea, Calliduloidae та Drepanoidea;
- Молі з надродин Bombycoidea та Geometroidea;
- Молі з надродини Noctuoidea.